# Alexandre Defaux

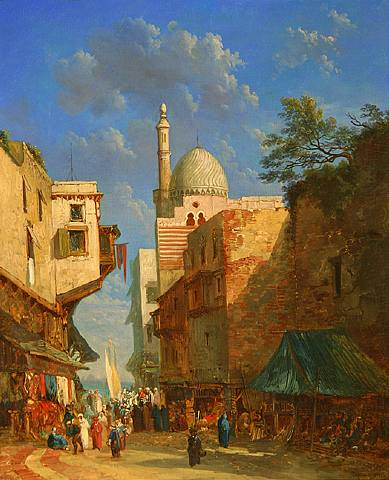
El Bazar, 1856.

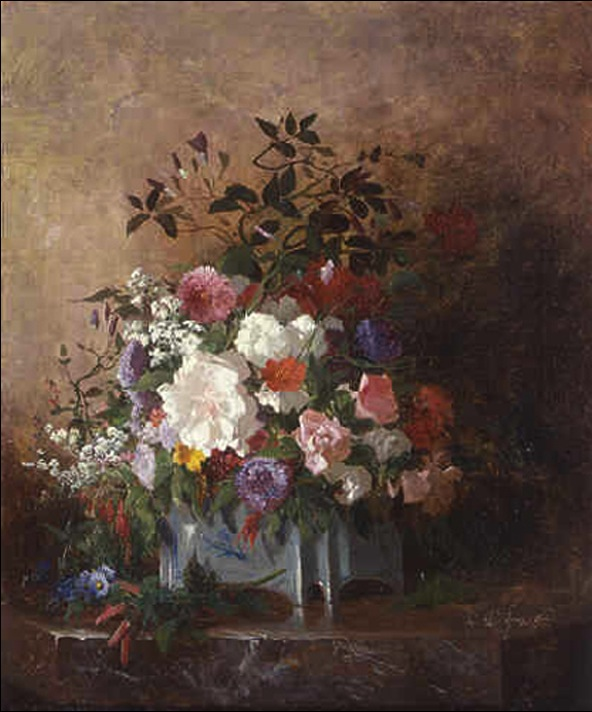
Defaux - Bouquet de Fleurs

Alexandre Defaux (Bercy, 1826 – París, 1900) fue un pintor francés, especializado en la pintura de paisajes y la animalística.
Estudió con Jean-Baptiste Camille Corot y como él, perteneció a la denominada Escuela de Barbizon; es evidente en él la influencia de otros miembros de la escuela, como Théodore Rousseau y Narciso Díaz de la Peña.
Tras su primera contribución al Salon de Paris en 1859, expuso allí regularmente hasta su muerte. Su Forêt de Fontainebleau, presentado fuera de concurso al Salon de 1880, fue adquirido por el Estado. En 1881 recibió la Legión de Honor, y en 1900 la medalla de oro de la Exposición Universal.
Tuvo por alumno a Charles Edouard Frère (1837 - 1894), hijo de Pierre Edouard Frère (1819 - 1886), fundador de la Escuela de Ecouen.

## Obras en museos franceses
- Angers, musée des Beaux-Arts : Un verger et une basse-cour de poules, huile sur toile.
- Bourg-en-Bresse, musée de Brou : Cour de ferme avec poules et coqs ou Ferme avec poules et coqs, huile sur toile.
- Brest musée des Beaux-Arts : Cour de ferme, huile sur toile, 65 × 92 cm.
- Caen, musée des Beaux-Arts : Lisière de la forêt de Sénart, avant 1873, huile sur toile.
- Fécamp, musée des Pêcheries :
  - La Falaise, huile sur panneau ;
  - Les Canards, huile sur toile ;
  - Coq et poules, huile sur panneau ;
  - Pommier en fleurs, huile sur toile ;
  - Basse-cour, huile sur toile ;
  - L'Étang, huile sur toile.
- Grenoble, musée de Grenoble : Paysage, cour de ferme, huile sur toile.
- Rennes, musée des Beaux-Arts :
  - Arbres en fleurs à Montigny-sur-Loing, huile sur bois ;
  - Cour de ferme ; vue prise à Château-Landon, vers 1895, huile sur toile.
- Rouen, musée des Beaux-Arts :
  - Le Plateau de Bellecroix (forêt de Fontainebleau), 1876, huile sur toile ;
  - Les Bords de la Loire après les grandes eaux, 1873, huile sur toile.
- Saint-Brieuc, musée d'Art et d'Histoire : Gros temps à Bourg-de-Batz, 1877, huile sur toile.
- Vendôme, musée de Vendôme : Étude des bords du Loing, huile sur toile.